# Courcelles (Belgien)
Courcelles ist eine Gemeinde in der Provinz Hennegau im wallonischen Teil Belgiens.
Die Gemeinde besteht aus den Ortschaften Courcelles, Gouy-lez-Piéton, Souvret und Trazegnies.

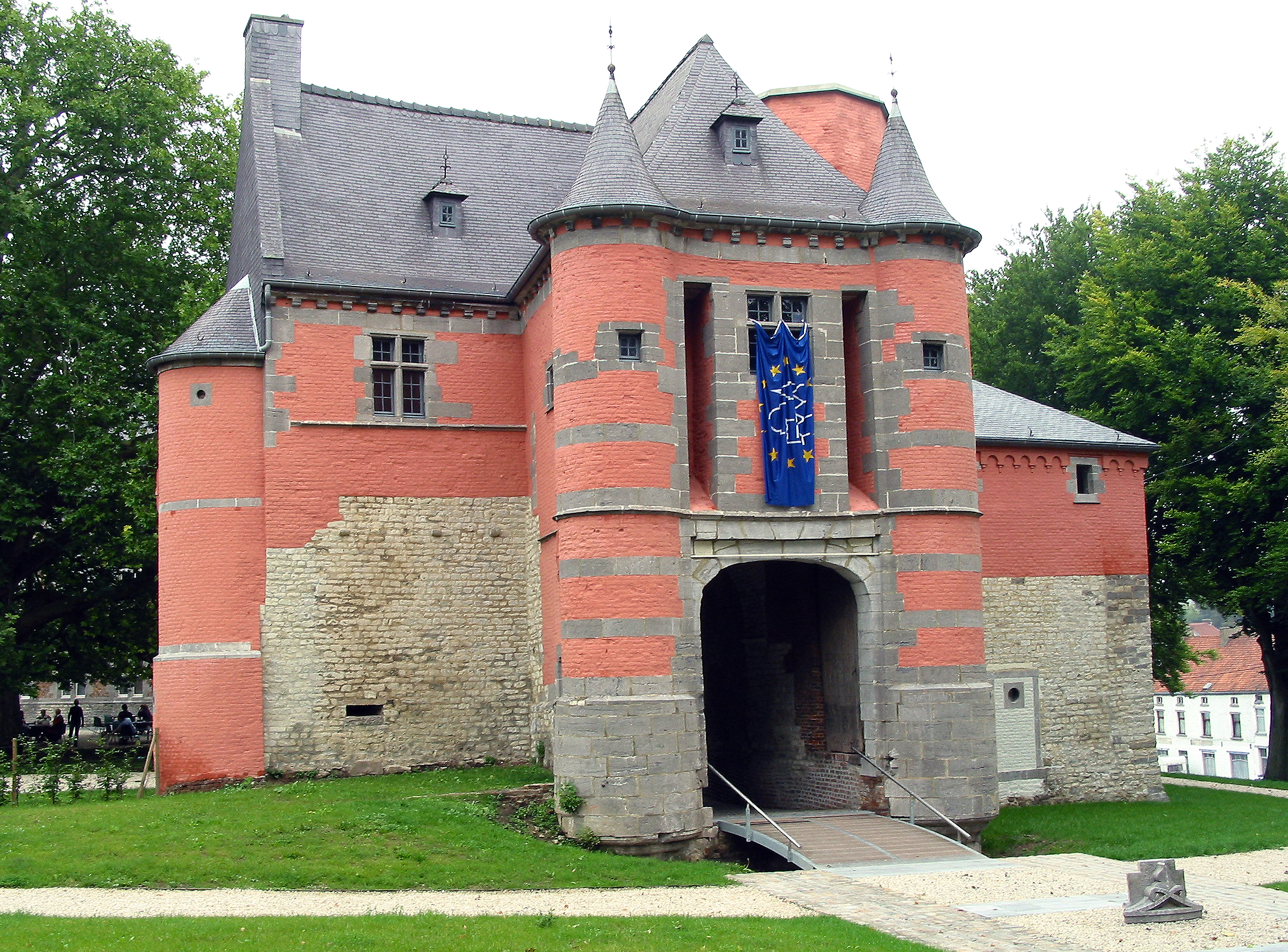
Trazegnies, die Burg (11/16. Jahrhundert).
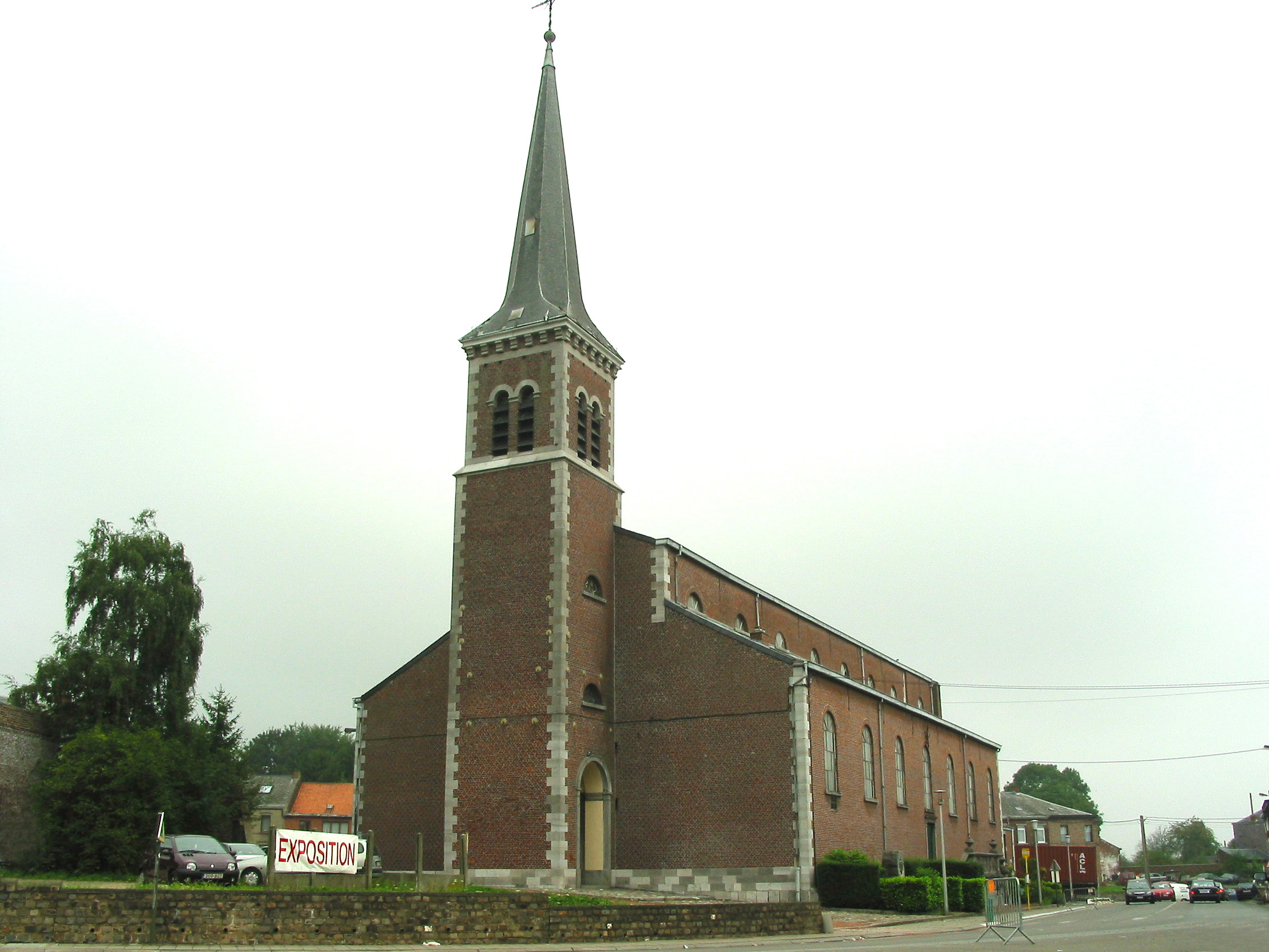
Kirche St. Lambert
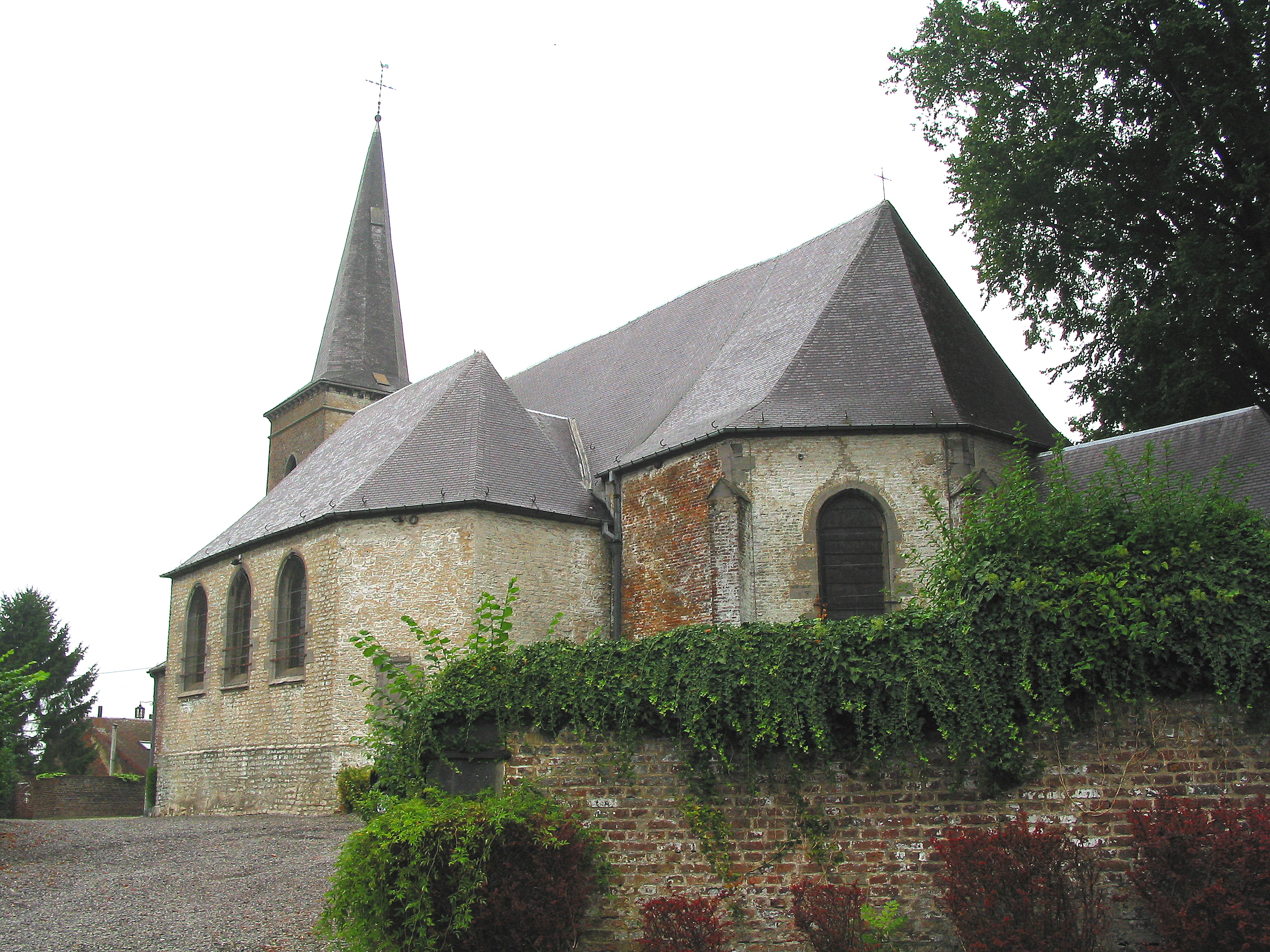
Kirche St. Martin, Trazegnies
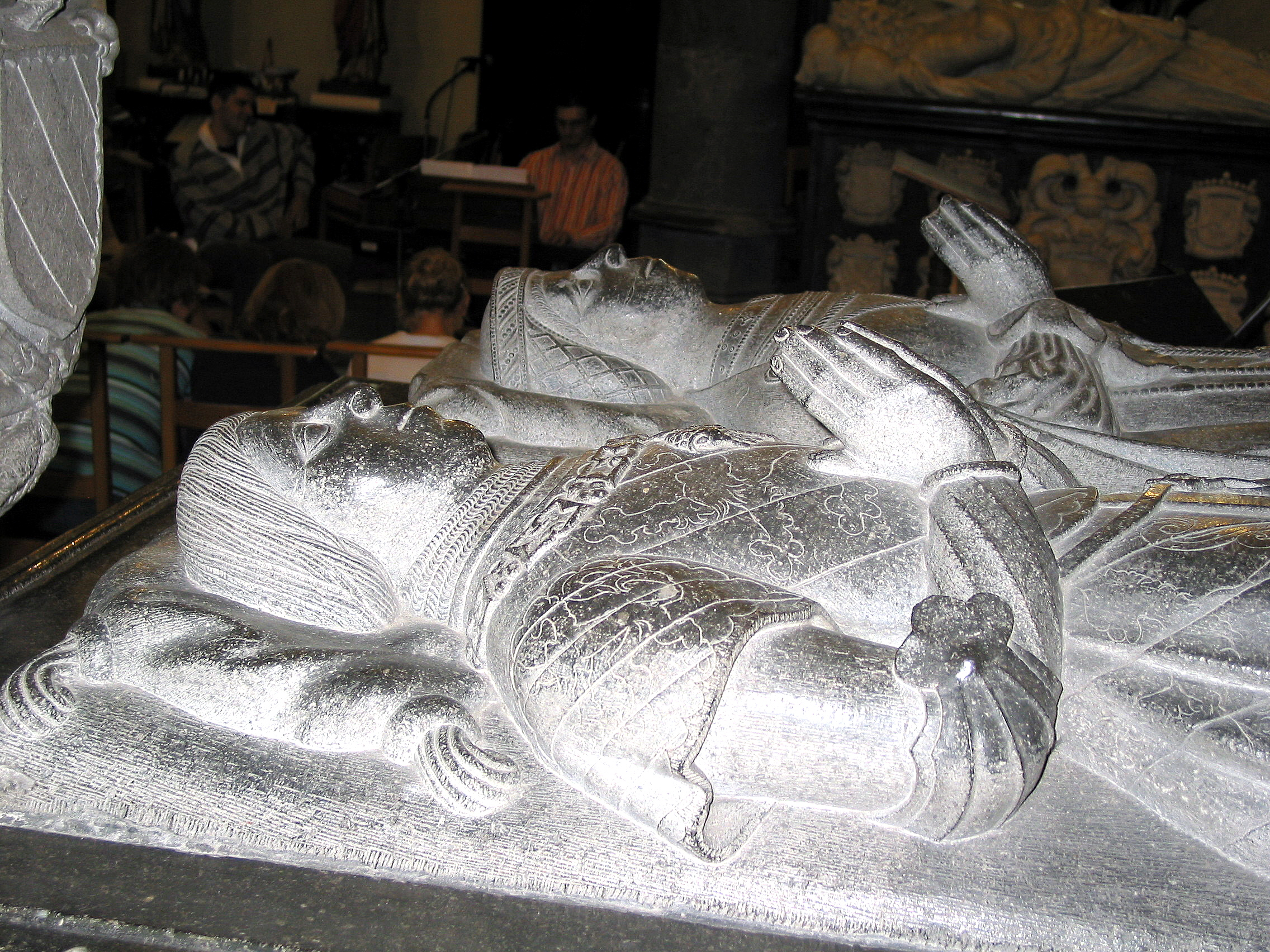
Gisants von Johann III. von Trazegnies und seiner Frau in St. Martin

## Gemeindepartnerschaften
- Guémené-Penfao (Frankreich), seit 1958

## Persönlichkeiten
- Louis Delbruyère (1860–1894), Soldat und Kolonialadministrator